# Kijevci (Gradiška)
Pour les articles homonymes, voir Kijevci.
Kijevci (en serbe cyrillique : Кијевци) est un village de Bosnie-Herzégovine. Il est situé dans la municipalité de Gradiška et dans la république serbe de Bosnie. Selon les premiers résultats du recensement bosnien de 2013, il compte 235 habitants.

## Démographie

### Évolution historique de la population dans la localité
| 1948 | 1953 | 1961 | 1971 | 1981 | 1991 | 2013 |
| ---- | ---- | ---- | ---- | ---- | ---- | ---- |
| -    | -    | 617  | 624  | 519  | 381  | 235  |

|  |